# Karassouk (ville)
Pour les articles homonymes, voir Karassouk.
Karassouk (en russe : Карасук) est une ville de l'oblast de Novossibirsk, en Russie, et le centre administratif du raïon de Karansk. Sa population s'élevait à 27 650 habitants en 2015 .

## Géographie
Karassouk est arrosée par la rivière Karassouk et se trouve à 349 km à l'ouest-sud-ouest de Novossibirsk et à 2 570 km à l'est de Moscou.

## Histoire
Karassouk fut créée à la fin du XVIIIe siècle. Elle accéda au statut de commune urbaine en 1943 et au statut de ville en 1954.

## Population
Recensements (*) ou estimations de la population
| 1959*  | 1970*  | 1979*  | 1989*  | 2002*  |
| ------ | ------ | ------ | ------ | ------ |
| 19 961 | 22 637 | 25 532 | 29 401 | 28 734 |

| 2010*  | 2012   | 2013   | 2014   | 2015   |
| ------ | ------ | ------ | ------ | ------ |
| 28 586 | 28 451 | 28 415 | 28 074 | 27 650 |